# Wuhan Open
Die Wuhan Open sind ein Profi-Snookerturnier, das seit 2023 in der chinesischen Stadt Wuhan als Ranglistenturnier ausgetragen wird.

## Geschichte
Mit dem Auftreten der COVID-Pandemie im Frühjahr 2020 wurden internationale Reisen eingestellt. Während die europäischen Turniere der World Snooker Tour in der folgenden Saison in eine geschützte Umgebung in England verlegt wurden, wurden alle chinesischen Turniere komplett aus dem Tourkalender gestrichen. Zwei weitere Jahre gab es speziell in China Einschränkungen, die einer Wiederaufnahme der Profiturniere im Weg standen. Erst 2023 wurde das asiatische Land wieder zum regulären Austragungsort. Neben drei traditionellen Turnieren wurden in der Saison 2023/24 die Wuhan Open als neues Turnier eingeführt. Die Hauptstadt der Provinz Hubei wurde zum ersten Mal Austragungsort der Profitour.
Mit einem Preisgeld von 700.000 £ war das Turnier in der Startsaison das am niedrigsten dotierte Turnier der vier China-Turniere, es gab aber noch immer deutlich mehr zu gewinnen als bei den einfachen europäischen Turnieren.

## Sieger
| Jahr                                 | Austragungsort                                             | Sieger                               | Ergebnis                             | Finalist                             | Sponsor                              | Saison                               |
| Haining Open – Minor-ranking-Turnier | Haining Open – Minor-ranking-Turnier                       | Haining Open – Minor-ranking-Turnier | Haining Open – Minor-ranking-Turnier | Haining Open – Minor-ranking-Turnier | Haining Open – Minor-ranking-Turnier | Haining Open – Minor-ranking-Turnier |
| ------------------------------------ | ---------------------------------------------------------- | ------------------------------------ | ------------------------------------ | ------------------------------------ | ------------------------------------ | ------------------------------------ |
| 2023                                 | Wuhan – Sports Gymnasium                                   | Judd Trump                           | 10:7                                 | Ali Carter                           | Panda Club                           | 2023/24                              |
| 2024                                 | Wuhan – China Optics Valley Convention & Exhibition Center | Xiao Guodong                         | 10:7                                 | Si Jiahui                            | Optics Valley of China               | 2024/25                              |
| 2025                                 | Wuhan                                                      | ~Niemandsland                        | –:–                                  | ~Niemandsland                        |                                      | 2025/26                              |